# Torrent de Can Catà
El torrent de Can Catà o d'en Fotja és un curs d'aigua de Collserola que neix fruit de la unió de diversos torrents provinents del turó d'en Fotja. Desemboca al torrent de Sant Iscle al costat del caseriu de Can Catà.